# MASAYA
MASAYA（マサヤ、1957年〈昭和32年〉12月13日 - ）は、東京都港区元麻布出身の音楽プロデューサー、ソングライター、実業家。自己啓発セミナー主催者。元Apple Japan 副社長。2022年現在はMARTH名義で活動中。

## 来歴
19歳の時に仲間と学生ツアー事業を始め、「ナッツベリー」「オレンジペコ」などの大手を合併する。その後、日航ジャンボを3台借りて芸能人と学生を一緒にする旅行を計画するも人数が集まらず、ジャンボ1台のみの旅行となった。しかしその企画力を日本航空に評価され、日本航空資本による会社「GYRO」（ジャイロ）を設立し、代表取締役となった。次々と事業を立ち上げるが、ディスコと旅行代理店の複合店舗を企画したところ不謹慎と言われたのでGYROを離れる。1984年2月、エヌ・エス・オージャパン（略称：NSOジャパン）を設立した。
1981年8月公開の映画『無力の王』（高樹澪、柄沢次郎主演）に「倉渕雅也」名義で出演し、3番目にクレジットされた。
NSOジャパンでは六本木にディスコ「クレオパラッツィ」を営業し、特に外国人に人気のディスコとなった。さらにカフェバー、レストランなど合計8店舗を経営した。
1985年7月、約20億円をかけて与論島に療養型レジャーランドプリシアリゾートヨロンを設立した。12月には施設を増強。
1986年1月、NSOジャパンはパスコと提携し、倉渕はパスコ全額出資の新会社「パシフィックリゾート」の専務となり、新会社はプリシアリゾートヨロンの具体的な運営に参加した。
1986年春より六本木周辺で三店経営していたディスコ「クレオパラッツィ」をフランチャイズ化し、パシフィックリゾートの出資によって1号店を那覇市に開店した。
1986年7月、日本航空が子会社の国内旅行開発を通じてエヌ・エス・オージャパンに資本参加し、業務提携する。
1987年2月、倉渕が社長を務め、与論島でリゾート開発を手掛ける倉渕開発計画にミサワホーム、日本航空などが資本提供し、資本金が9800万円から5億円に増強。プリシアリゾートヨロンのコテージを増設するとともに、双発機を購入し、客の輸送を始めた。またリゾート事業に力を入れるため、ディスコからは撤退した。
倉渕は同島を舞台にした映画『スターダストーリー 星砂物語』を企画制作し、1987年4月24日に劇場公開した。しかし映画評論家の寺脇研は、全編加山雄三の詩が流れ、若大将シリーズを意識した懐古趣味の作品で、大時代的な古臭い作品と断じている。
プリシアリゾートは総工費58億円、年商60億円の企業となったが、過剰投資がたたって1987年8月、プリシアリゾートをミサワホームに約45億円で売却し、ミサワホームは買収したばかりの日本エタニットパイプに委譲するとともに倉渕は日本エタニットパイプのリゾート担当役員として迎えられた。当時29歳で東証一部上場会社の役員に就任したのは史上最年少であり、話題となった。後に日本エタニットパイプはミサワリゾートと社名を変え、倉渕はリゾートプロデュースを行った。
「老子の本を読んで、ようやく目が覚めた」と本人は自由に生きようと決め、1990年、独立して癒やしをテーマにした事業を立ち上げた。セラピーを受けた体験から、ヒーリングミュージックへの道を歩み始める。
1993年6月28日、実質的なオーナーとして鹿児島県屋久町にレムリアアイランドレコードを設立する。後に屋久島に、エコロジカルヒーリングリゾートを創設した。
1998年7月23日、前年にX JAPANを脱退したTOSHIへシングル『君はいないか』を提供し、テイチクエンタテインメントから発売された。
1998年9月、『週刊現代』にてTOSHIがレムリアアイランドレコードの広告塔であると報じられ、いわゆる「洗脳騒動」が起きた。9月18日、民放テレビ各局のワイドショーにMASAYAが出演して洗脳報道を否定するとともに、主催するセミナーが合法的であると語った。
2010年1月、TOSHIは、MASAYAとの決別会見を行い、X JAPANに復帰する。
2014年7月、TOSHIの自叙伝「洗脳～地獄の12年からの生還～」にてMASAYAによる凄惨な洗脳事件の詳細が明らかになった。
2022年現在、MARTH名義で関西を拠点に活動しており自身のYouTubeチャンネルに多数の動画を上げている。

## ディスコグラフィー

### シングル
- 遥かなる道

### アルバム
- 遥かなる道
- 愛しき生命の詩
- 大いなる自然界の詩
- 胸いっぱいの言えぬ想い
- MASAYA Romantic Melodies
- 虹はけせない
- Requiem
- ひまわりの詩
- すべての中に君を見ている
- Sweet Farawell Melodies for my Beloved
- 美しき自然界の流れ
- 愛は哀しみをこえて
- 愛は哀しみをこえて Concert Live
- 青空のように
- 美しき風景
- すべてはひとつなのに…
- 空がすきです
- Oneness
- Purity of Heart
- HANA
- Poesy
- Disapperring into Oneness 世界がひとつであれば(全30タイトル)
- Never changing truth
- Everlasting love
- Wish for Happiness
- Poesy for Life

### デジタル配信
- すきとおる空をみたい

## タイアップ曲
- 大地にて：フジテレビ「感動エクスプレス」テーマ曲
- 風に吹かれて：HTB「人間ビジョンスペシャル- 流氷-」テーマ曲
- 伝言：NHK「生中継にっぽんの夜」主題歌[36]
- 故国へ：NHK「にっぽんつけものがたり」主題歌
- 奇跡の子：「農林中央金庫」CM イメージソング
- 美しき町へ：NHK「生中継にっぽんの夜」主題歌
- 空がすきです：スカイマークエアラインズ 機内BGM
- いつまでも：「友情～Friendship～秋桜のバラード」 エンディングイメージソング

※その他、皇室アルバムや「北の国から」特集番組、「生きもの地球紀行」、「奇跡体験！アンビリバボー」のBGMとして使用された。

## 出演番組
- MASAYAの素直な自分に戻りたい（民放ラジオ各局）